# Pura Maospahit

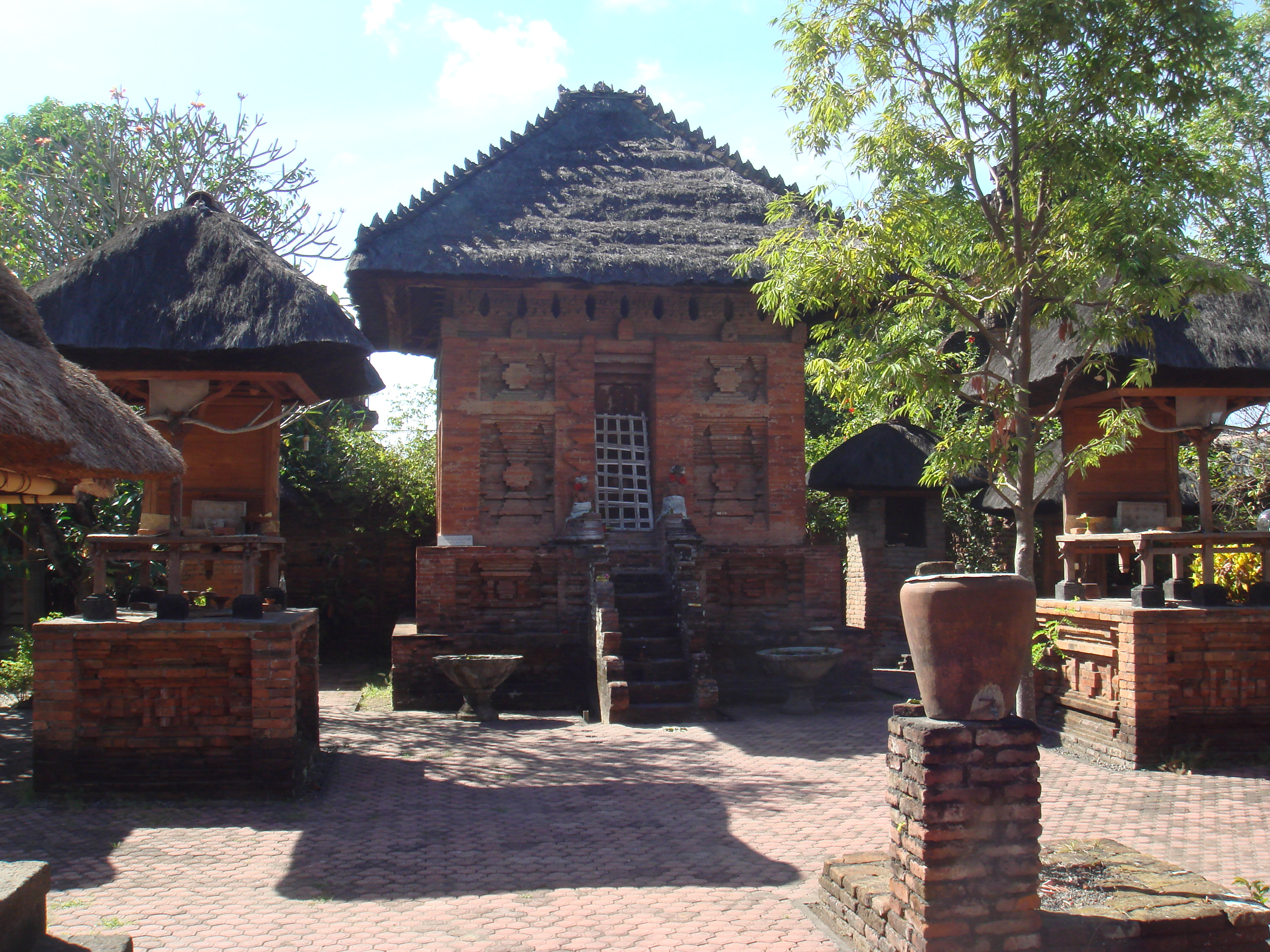
O principal santuário do século XIII de Pura Maospahit, o primeiro edifício a ser construído no complexo do templo.

Pura Maospahit é um pura localizado em Dempassar, Bali. O pura é conhecida por sua arquitetura em tijolos vermelhos, remanescente da arquitetura do Império de Majapait do século XIII, daí vem seu nome. Pura Maospahit é o único pura em Bali que foi construída usando um conceito conhecido como Panca Mandala, onde a área mais sagrada está situada no centro, em vez de na direção de uma montanha.

## História
A história de Pura Maospahit está registrada no
Babad Wongayah Dalem, uma inscrição em pedra que menciona a história de Sri Kbo Iwa, um arquiteto da arquitetura pura. Sri Kbo Iwa construiu uma estrutura de santuário conhecida como Candi Raras Maospahit, em 1200 ano Saka (ou 1278 no calendário gregoriano). O Candi Raras Maospahit é mencionado como um "pelinggih (santuário) na forma de um grande edifício de tijolos vermelhos com duas estátuas de terracota flanqueando a entrada principal". Hoje, o prédio de tijolos vermelhos, Candi Raras Maospahit, ainda existe e se tornou o principal santuário do complexo do templo Pura Maospahit. Durante o reinado do reino de Badung em Dempassar, I Pasek, o arquiteto, foi instruído a construir outro candi para ser usado para o desenvolvimento do wayang. Antes da construção começar, I Pasek foi a Majapait para estudar a proporção adequada do novo santuário. Depois que ele completou o projeto do novo santuário, Pasek retornou a Dempassar e construiu o novo santuário em 1475 ano Saka (ou ano 1553) conhecido como o Candi Raras Majapait. O edifício fica ao lado do anterior candi.

## Composição do templo
O conceito Panca Mandala coloca a área jero, mais sagrada, no centro do complexo do templo. Essa forma de organização é semelhante aos antigos templos de Majapait ou aos palácios kraton da antiga Java. Pura Maospahit é cercada por cinco mandalas ou pátio (mandala de panca literalmente significa "cinco mandalas"). A primeira mandala está localizada a oeste do santuário principal, o acesso a essa mandala é marcado por um portão kori agung de tijolos vermelhos, voltado para Jalan Sutomo, conhecido como Candi Kusuma. Um bale kulkul (torre de tambores) está situado na primeira mandala. A segunda mandala ao sul do santuário principal é marcada por um portão Kori Agung conhecido como Candi Renggat, que dá acesso à segunda mandala.